# Aleksandr Sergeevič Stroganov
Conte Aleksandr Sergeevič Stroganov, in russo Александр Сергеевич Строганов? (Mosca, 14 gennaio 1733 – San Pietroburgo, 27 settembre 1811), è stato un nobile e politico russo.

## Biografia
Era l'unico figlio del barone Sergej Grigor'evič Stroganov, e di sua moglie, Sof'ja Kirillovna Naryškina.
Fin dal giorno della sua nascita, fece parte di un reggimento della Guardia Imperiale. Ricevette una solida educazione a casa. Nel 1752, in obbedienza alla volontà del padre, studiò all'estero frequentando lezioni nelle università di Berlino, Hannover, Ginevra. Nel 1754 si recò a Bologna, dove acquisì le conoscenze sui tesori artistici d'Italia. Nel 1756, a Parigi, studiò chimica, fisica e metallurgia.
Massone, iniziato a Parigi nel 1773, delegato delle logge di Franche-Comté a Parigi;  Maestro venerabile di una loggia di San Pietroburgo, all'inizio degli anni 1780 membro del Capitolo della "Fenice", membro d'onore della Loggia "Latona" e membro fondatore della Loggia "La Chiave d'Oro" nel 1781. Membro della "Stretta Osservanza Templare" col nome d'ordine di Ab Amiantho, durante il suo soggiorno nella capitale francese frequentò le logge massoniche e martiniste e fece la conoscenza di Voltaire. Durante il suo soggiorno all'estero, frequentò le case d'asta, collezioni private, in particolare quella del duca di Choiseul e di Luigi Francesco Giuseppe di Borbone-Conti.

## Matrimoni

### Primo matrimonio
Sposò, il 18 febbraio 1758, la principessa Anna Michajlovna Voroncova (1743-1769), figlia del conte Michail Illarionovič Voroncov. Il giorno del suo fidanzamento, l'imperatrice lo nominò ciambellano. La coppia divorziò il 7 febbraio 1765 e dal matrimonio non nacquero figli.

### Secondo matrimonio
Sposò, il 29 luglio 1769, la principessa Ekaterina Petrovna Trubeckaja, figlia del principe Pëtr Nikitič Trubeckoj. Ebbero due figli:
- Pavel Aleksandrovič (1792-1817), sposò Sof'ja Vladimirovna Golicyna, ebbero cinque figli;
- Sof'ja Aleksandrovna (1774-1796).

## Ritorno in Russia
Tornato in Russia, è stato uno stretto collaboratore di Elisabetta I di Russia. Al servizio della corte imperiale russa, l'imperatrice lo inviò alla corte austriaca, dove il 29 maggio 1761, l'imperatore Francesco I d'Austria gli conferì la dignità di Conte palatino.
Dopo il colpo di stato, che rovesciò lo zar Pietro III, Caterina II lo nominò senatore.
Nel 1779 la moglie, Ekaterina Petrovna si innamorò di Ivan Nikolaevič Rimskij-Korsakov, un favorito di Caterina II, e lasciò il marito e figli e si trasferì con il suo amante a Saratov e a Mosca. Il divorzio venne concesso un paio di anni più tardi.
Il 21 aprile 1798, Paolo I lo nominò conte, presidente dell'Accademia di Belle Arti e direttore della Biblioteca pubblica imperiale.

## Morte
Morì il 27 settembre 1811 a San Pietroburgo. Fu sepolto nel cimitero di San Lazzaro del Monastero di Aleksandr Nevskij.